# Цзинь сюань
Цзинь Сюань (кит. 金萱, пиньинь jīn xuān [tɕiн.ɕyɛн]; буквально «Золотой красоднев») — чай типа улун, выведенный в 1980 году в Тайване. 
Чай также известен как №12 или как «молочный улун».
Этот сорт чая можно выращивать на бо́льших высотах, и его урожайность примерно на 20% выше по сравнению с традиционными сортами чая. 
Эти обстоятельства сделали его одним из самых популярных сортов.
Обладает легким цветочным привкусом, иногда напоминающим молоко. 
Однако широко разрекламированный молочный вкус Цзинь Сюаня достигается с помощью добавления ароматизаторов. 
Ароматизаторы значительно заглушают естественный вкус чая.
Ответственные продавцы обычно указывают, натуральный улун или ароматизированный.